# Barsur
Barsur oder Barsoor ist ein ca. 6.500 Einwohner zählender Ort im nordindischen Bundesstaat Chhattisgarh. Zum Ort gehören mehrere Hindu-Tempel aus mittelalterlicher Zeit.

## Lage
Barsur liegt ca. 2 km südöstlich des Flusses Indravati in einer Höhe von ca. 380 m ü. d. M. ca. 82 km (Fahrtstrecke) östlich von Raipur bzw. 92 km (Fahrtstrecke) westlich von Jagdalpur. Das Klima ist warm; Regen fällt hauptsächlich in den Monsunmonaten Juni bis September.

## Bevölkerung
Die überwiegend Chhattisgarhi und Hindi sprechenden Einwohner des Ortes sind ganz überwiegend Hindus; andere Religionen spielen unter der Landbevölkerung Indiens kaum eine Rolle. Der weibliche Bevölkerungsanteil ist ca. 5 % höher als der männliche.

## Wirtschaft
Die Hauptrolle in den Dörfern spielt die Feldwirtschaft; manchmal werden auch Hühner und/oder Milchkühe gehalten. Im Ort selbst gibt es Kleinhändler, Handwerker und Tagelöhner.

## Geschichte
Die abgelegene und unzugängliche Region gehörte lange Zeit zum Stammesgebiet der Nalas (ca. 350–760) und der Nagas (ca. 760–1324); letztere waren die Erbauer der Tempel. Von 1324 bis 1777 gehörte das Gebiet zum Herrschaftsbereich der Chalukyas und von 1777 bis zum Beginn der britischen Dominanz (1853) stand es unter der Oberhoheit der Bhonsle, eines Zweigs der Marathen. Barsur (alte Namen: Barasuru oder Balsuryagarh) war im Mittelalter von großer politischer, wirtschaftlicher und kultureller Bedeutung.

## Sehenswürdigkeiten

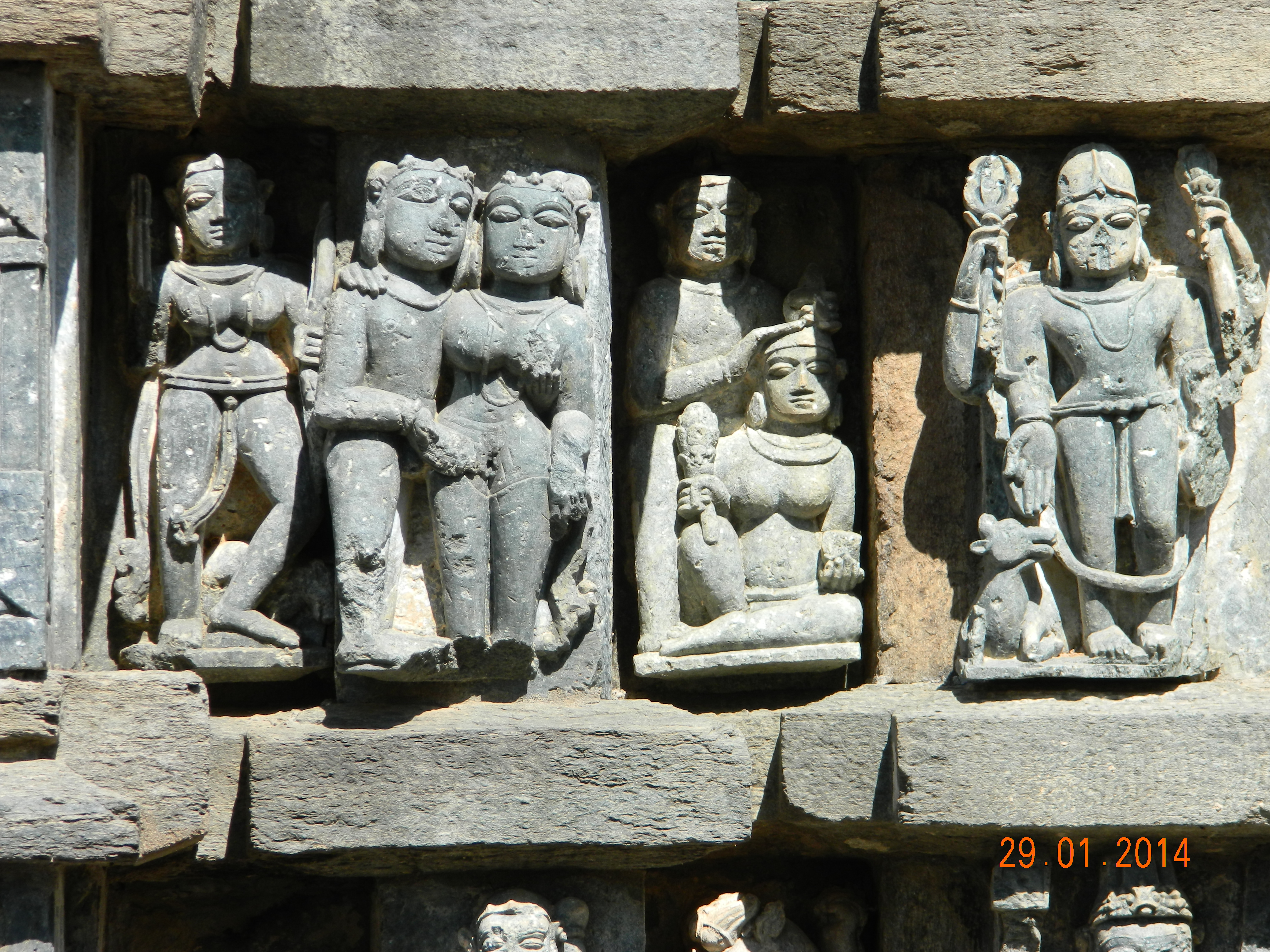
Skulpturen am Chandraditya-Tempel

- Der dem Hindu-Gott Shiva geweihte Chandraditya-Tempel ist der einzige Tempel Barsurs mit nennenswertem Skulpturenschmuck an den Außenwänden der Cella (garbhagriha), der sowohl grob gearbeitete Götterbildnisse als auch Liebespaare (mithunas) und „Schöne Mädchen“ (surasundaris) umfasst. Der Bau dürfte aufgrund seiner primitiv anmutenden Steinbearbeitung noch dem 10. Jahrhundert zuzuordnen sein.
- Der Ganesh-Tempel besteht eigentlich nur noch aus zahlreichen am Boden liegenden Steinen; lediglich zwei große dickbäuchige Ganesha-Figuren haben die Zerstörungen überstanden.
- Der auf einer Umgangsplattform (jagati) stehende imposante, aber schmucklose Batisa-Mahadev-Tempel ist eine ungewöhnliche, primitiv anmutende Konstruktion aus dem 11. Jahrhundert. Er setzt sich zusammen aus einer großen flachgedeckten, von 32 Pfeilern gestützten und nach allen Seiten geöffneten Vorhalle (mandapa) und zwei wenig gegliederten und ebenfalls turmlosen Cellae mit jeweils einem liegenden Nandi-Bullen davor.
- Der im 11. Jahrhundert entstandene Mama-Bhanja-Tempel liegt gut 1 km westlich des Ortes. Er besteht nur aus einer Cella (garbhagriha) mit einem Vorraum (antarala) und einem Shikhara-Turmaufbau mit einem gerippten Ringstein (amalaka) und einem Krug (kalasha) darüber. Die Außenwände des Tempels sind nur wenig gegliedert; Skulpturen sind nicht vorhanden.